# Manufactura integrada por computador

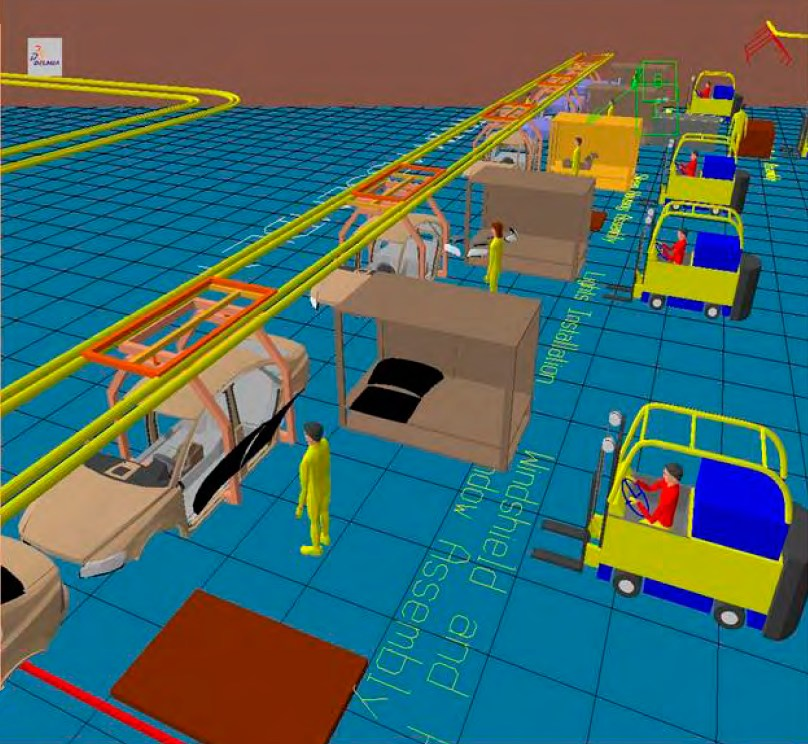
Simulación por computador de una línea de ensamblaje para la producción de automóviles.

La manufactura integrada por computador (CIM) por sus siglas en inglés, es un concepto acuñado a principios de la década de 1970 [Harrington 1973]. Esta se propone utilizar el poder de análisis, cálculo y procesamiento de las computadoras al servicio de la producción de bienes de mercado [Waldner 1990, Rapetti 2002, Kalpakjian & Schmid 2002]. CIM cubre varios aspectos de la industria, que van desde el diseño, la ingeniería, la manufactura hasta la logística, el almacenamiento y la distribución de los productos. El objetivo de esta tecnología es incrementar la capacidad de manufacturar piezas, productos terminados o semielaborados usando el mismo grupo de máquinas. Para ello se requiere que las herramientas utilizadas sean flexibles y capaces de modificar su programación adaptándose a los nuevos requerimientos del mercado.